# Sphenophorus
Genre
Synonymes
- Calendra Clairville & Schellenberg, 1798 nec Zimmermann, 1793
- Merothricus Chevrolat, 1885
- Nesorthognathus Voss, 1943
- Sitonobia Gistel, 1856
- Spherophorus Solervicens, 1973
- Trichischius LeConte, 1876
- Spenophorus Petri, 1912
- Sphaenophorus Blanchard, 1846

Sphenophorus est un genre de coléoptères de la famille des Dryophthoridae, de la sous-famille des Rhynchophorinae et de la tribu des Rhynchophorini.

## Espèces
Sphenophorus abbreviatus (type) - 
Sphenophorus adspersus - 
Sphenophorus aduncus - 
Sphenophorus aequalis - 
Sphenophorus albicollis - 
Sphenophorus alfurus - 
Sphenophorus ambiguus - 
Sphenophorus anceps - 
Sphenophorus angustus - 
Sphenophorus ardesius - 
Sphenophorus aterrimus - 
Sphenophorus atratus - 
Sphenophorus atrivittata - 
Sphenophorus aurofasciatus - 
Sphenophorus austerus - 
Sphenophorus bartramiae - 
Sphenophorus basilanus - 
Sphenophorus bifasciatus - 
Sphenophorus bisbisignatus - 
Sphenophorus blatchleyi - 
Sphenophorus brasiliensis - 
Sphenophorus bruchi - 
Sphenophorus brunnipennis - 
Sphenophorus brutus - 
Sphenophorus callizona - 
Sphenophorus callosipennis - 
Sphenophorus callosus - 
Sphenophorus canaliculatus - 
Sphenophorus canalipes - 
Sphenophorus carbonarius - 
Sphenophorus carinicollis - 
Sphenophorus cariosus - 
Sphenophorus castaneipennis - 
Sphenophorus castanipes - 
Sphenophorus chittendeni - 
Sphenophorus cicatricosus - 
Sphenophorus cicatripennis - 
Sphenophorus cicatristriatus - 
Sphenophorus cincticollis - 
Sphenophorus cinctus - 
Sphenophorus cinerascens - 
Sphenophorus coesifrons - 
Sphenophorus compressirostris - 
Sphenophorus confusus - 
Sphenophorus contractus - 
Sphenophorus costatus - 
Sphenophorus costicollis - 
Sphenophorus costifer - 
Sphenophorus crenatus - 
Sphenophorus cribricollis - 
Sphenophorus cruciata - 
Sphenophorus cruciger - 
Sphenophorus crudus - 
Sphenophorus cultrirostris - 
Sphenophorus decoratus - 
Sphenophorus defrictus - 
Sphenophorus dehaanii - 
Sphenophorus delumbatus - 
Sphenophorus dimidiatipennis - 
Sphenophorus discolor - 
Sphenophorus dispar - 
Sphenophorus elephantulus - 
Sphenophorus ensirostris - 
Sphenophorus erythrurus - 
Sphenophorus exquisita - 
Sphenophorus fahraei - 
Sphenophorus fallax - 
Sphenophorus fasciatus - 
Sphenophorus ferrugineus - 
Sphenophorus flexuosus - 
Sphenophorus fossor - 
Sphenophorus gagatinus - 
Sphenophorus geminatus - 
Sphenophorus glabricollis - 
Sphenophorus glabridiscus - 
Sphenophorus glyceriae - 
Sphenophorus guttatus - 
Sphenophorus haneti - 
Sphenophorus hebetatus - 
Sphenophorus hemipterus - 
Sphenophorus hoegbergii - 
Sphenophorus holosericus - 
Sphenophorus hypocrita - 
Sphenophorus immunis - 
Sphenophorus implicatus - 
Sphenophorus imus - 
Sphenophorus inaequalis - 
Sphenophorus incurrens - 
Sphenophorus infelix - 
Sphenophorus inscripta - 
Sphenophorus insculptus - 
Sphenophorus insularis - 
Sphenophorus interruptecostata - 
Sphenophorus intervallatus - 
Sphenophorus javanensis - 
Sphenophorus jugosus - 
Sphenophorus laetus - 
Sphenophorus larvalis - 
Sphenophorus lateritius - 
Sphenophorus latiscapus - 
Sphenophorus lebasi - 
Sphenophorus lebasii - 
Sphenophorus leprosus - 
Sphenophorus leucographus - 
Sphenophorus lineatocollis - 
Sphenophorus lineatus - 
Sphenophorus liratus - 
Sphenophorus longicollis - 
Sphenophorus lutulentus - 
Sphenophorus maculata - 
Sphenophorus maculatus - 
Sphenophorus maculifer - 
Sphenophorus maderensis - 
Sphenophorus maurus - 
Sphenophorus melancholicus - 
Sphenophorus melanocephalus - 
Sphenophorus melanurus - 
Sphenophorus memnonius - 
Sphenophorus meridionalis - 
Sphenophorus missouriensis - 
Sphenophorus monilis - 
Sphenophorus multipunctatus - 
Sphenophorus mundus - 
Sphenophorus musaecola - 
Sphenophorus mutilatus - 
Sphenophorus naegelianus - 
Sphenophorus napoanus - 
Sphenophorus nasutus - 
Sphenophorus nawradi - 
Sphenophorus nebulosus - 
Sphenophorus necydaloides - 
Sphenophorus nigerrimus - 
Sphenophorus nigroplagiata - 
Sphenophorus nubilus - 
Sphenophorus nudicollis - 
Sphenophorus obscuripennis - 
Sphenophorus obsoletus - 
Sphenophorus octocostatus - 
Sphenophorus octomaculatus - 
Sphenophorus omissus - 
Sphenophorus opacus - 
Sphenophorus orizabensis - 
Sphenophorus panops - 
Sphenophorus parumpunctatus - 
Sphenophorus parvulus - 
Sphenophorus perforatus - 
Sphenophorus pertinax - 
Sphenophorus piceus - 
Sphenophorus picirostris - 
Sphenophorus pinguis - 
Sphenophorus placidus - 
Sphenophorus planipennis - 
Sphenophorus polygrammus - 
Sphenophorus procerus - 
Sphenophorus promissa - 
Sphenophorus pulchellus - 
Sphenophorus pumilus - 
Sphenophorus punctatus - 
Sphenophorus pustulosus - 
Sphenophorus quadrimaculata - 
Sphenophorus quadrimaculatus - 
Sphenophorus quadrisignatus - 
Sphenophorus quadrivittatus - 
Sphenophorus quadrivulnerata - 
Sphenophorus quinquepunctatus - 
Sphenophorus rectistriatus - 
Sphenophorus rectus - 
Sphenophorus regelianus - 
Sphenophorus reticulaticollis - 
Sphenophorus reticulatus - 
Sphenophorus retusus - 
Sphenophorus rimoratus - 
Sphenophorus roelofsi - 
Sphenophorus rubellus - 
Sphenophorus rufofasciatus - 
Sphenophorus rusticus - 
Sphenophorus sacchari - 
Sphenophorus sanguineus - 
Sphenophorus sanguinolentus - 
Sphenophorus sationis - 
Sphenophorus saucius - 
Sphenophorus sayi - 
Sphenophorus schoenherrii - 
Sphenophorus schwarzi - 
Sphenophorus scirpi - 
Sphenophorus semicalvus - 
Sphenophorus senegalensis - 
Sphenophorus sericans - 
Sphenophorus sericeus - 
Sphenophorus seriepunctatus - 
Sphenophorus serratipes - 
Sphenophorus sierrakowskyi - 
Sphenophorus signaticollis - 
Sphenophorus sordidus - 
Sphenophorus spadiceus - 
Sphenophorus spinolae - 
Sphenophorus squamosus - 
Sphenophorus sriatoforatus - 
Sphenophorus stigmaticus - 
Sphenophorus strangulatus - 
Sphenophorus striatoforatus - 
Sphenophorus striatus - 
Sphenophorus strigosus - 
Sphenophorus subcarinatus - 
Sphenophorus subcostatus - 
Sphenophorus suturalis - 
Sphenophorus terebrans - 
Sphenophorus terricola - 
Sphenophorus testardi - 
Sphenophorus tetricus - 
Sphenophorus thoracicus - 
Sphenophorus tincturata - 
Sphenophorus tornowii - 
Sphenophorus tredecimpunctatus - 
Sphenophorus tremolerasi - 
Sphenophorus truncatus - 
Sphenophorus validirostris - 
Sphenophorus validus - 
Sphenophorus variabilis - 
Sphenophorus variegatus - 
Sphenophorus venatus - 
Sphenophorus vilis - 
Sphenophorus vittata - 
Sphenophorus zamiae